# Chauncy Harris
Chauncy Dennison Harris (Logan, 1914 – Chicago, 26 dicembre 2003) è stato un geografo statunitense pioniere della geografia moderna.
I suoi fondamentali lavori nel campo della geografia urbana americana unito al suo lavoro sull'Unione Sovietica durante e dopo l'era della Guerra Fredda lo hanno reso uno dei i più importanti geografi urbani del mondo. Ha anche dato un contributo significativo allo studio geografico dell'etnicità, in particolare rispetto alle minoranze non russe che vivono all'interno dell'Unione Sovietica. Harris viaggiò regolarmente in Unione Sovietica e giocò un ruolo chiave nello stabilire un sano dialogo tra gli studiosi sovietici e americani.

## Biografia
Figlio dell'accademico Franklin Stewart Harris, mostrò sin da subito un interesse per la geografia, dichiarando alla sua famiglia alla fine della seconda elementare che sarebbe diventato un geografo. Si diplomò alla Brigham Young High School di Provo nel 1930 e nel 1933 conseguì un Bachelor of Arts alla Brigham Young University, diventando anche il primo a ricevere la Rhodes Scholarship. Questa borsa di studio lo portò a Oxford dove completò un secondo Bachelor of Arts nonché un Master. Conseguì inoltre un Master presso la London School of Economics and Political Science prima di tornare negli Stati Uniti dove conseguì il dottorato di ricerca presso l'Università di Chicago nel 1940. La sua tesi era intitolata "Salt Lake City - una capitale regionale nel 1940".
Dopo brevi periodi presso l'Università dell'Indiana e l'Università del Nebraska, nel 1943  Harris fu nominato professore assistente di geografia presso l'Università di Chicago. Nello stesso periodo fu chiamato al servizio militare presso il Dipartimento di Stato degli Stati Uniti d'America, Ufficio del geografo. Successivamente, nel 1943-1944, prestò servizio presso l'Ufficio dei servizi strategici a Washington, dove rimase incuriosito dal mistero che circondava l'Unione Sovietica. Iniziò quindi a studiare il russo e ad esplorare le informazioni cartografiche e statistiche disponibili sul paese. Pubblicò i suoi primi due lavori sull'Unione Sovietica nel 1945. I suoi primi lavori gli permisero una buona preparazione alla fine degli anni '50, quando l'Unione Sovietica iniziò ad aprirsi agli stranieri. Al momento della sua prima visita, era già un esperto affermato e rispettato nel settore. Nel corso della sua carriera compì 14 viaggi in Unione Sovietica e svolse un ruolo importante nel favorire e promuovere la collaborazione tra geografi americani e russi.
Oltre al suo lavoro sull'Unione Sovietica, Harris diede diversi importanti contributi al campo della geografia urbana americana. In particolare, nel 1945 scrisse “The Nature of Cities” con Edward Ullman. L’articolo, pubblicato negli Annals of the American Academy of Political and Social Science descriveva il modello di sviluppo urbano a nuclei multipli, che ebbe una rilevanza profetica per comprendere le città americane alla fine del XX secolo. Questo modello fornisce un suggerimento sul possibile utilizzo del territorio all'interno di una città. È un modello alternativo al modello a zone concentriche e al modello a settori.
Nel corso della sua carriera professionale, Harris ricoprì numerosi incarichi importanti e prestigiosi tra cui quello di preside della Divisione di Scienze Sociali dell'Università di Chicago (1954-1960) e quello di segretario dell'Unione Geografica Internazionale dal 1968 al 1976. Ha prestato servizio presso la facoltà dell'Università di Chicago dal 1943 al 1984 continuando poi come professore emerito di geografia fino alla sua morte nel 2003.

## Premi e riconoscimenti
- Presidente della Association of American Geographers (1957)
- PPresidente della American Association for the Advancement of Slavic Studies (1962)
- Consigliere della American Geographical Society dal 1961 al 1974
- Segretario generale e tesoriere dell'Unione Geografica Internazionale (1968-1976)
- Vice Presidente della American Geographical Society dal 1969 al 1974
- Membro del comitato editoriale della American Geographical Society - Geographical Review
- Fautore della fondazione della American Geographical Society - Soviet Geography
- Co-editore di Soviet Geography per molti anni
- Premio Medaglia Cullum dell'American Geographical Society nel 1985[4]
- Medaglia Vittoria dalla Royal Geographical Society nel 1987[5]